# (34401) 2000 RS83
2000 RS83 (asteroide 34401) é um asteroide da cintura principal. Possui uma excentricidade de 0.08300490 e uma inclinação de 3.78101º.
Este asteroide foi descoberto no dia 1 de setembro de 2000 por LINEAR em Socorro.